# Verbreyt Gebroeders

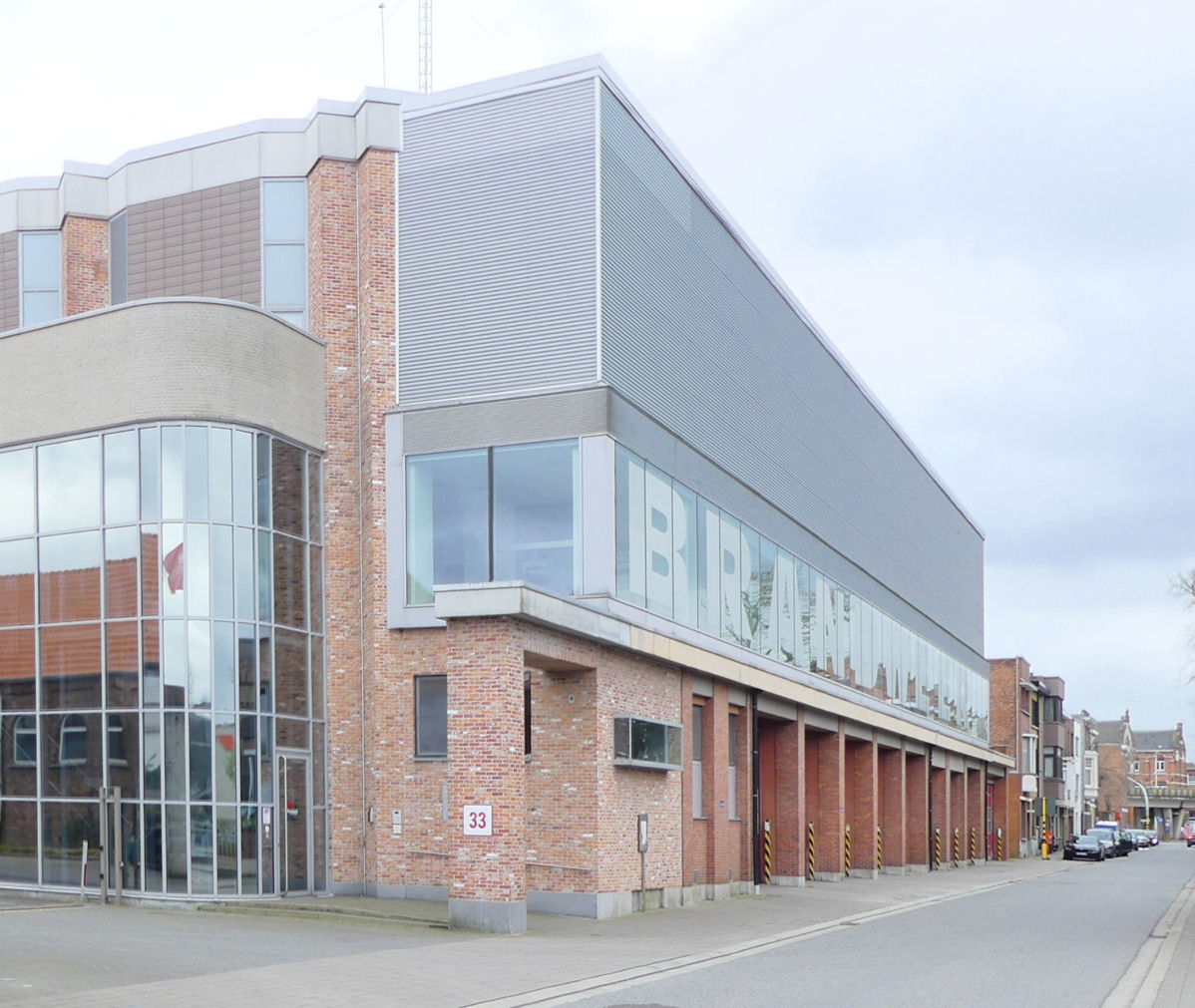
De huidige brandweerkazerne, met fragmenten van het oorspronkelijke ontwerp van De Bondt.

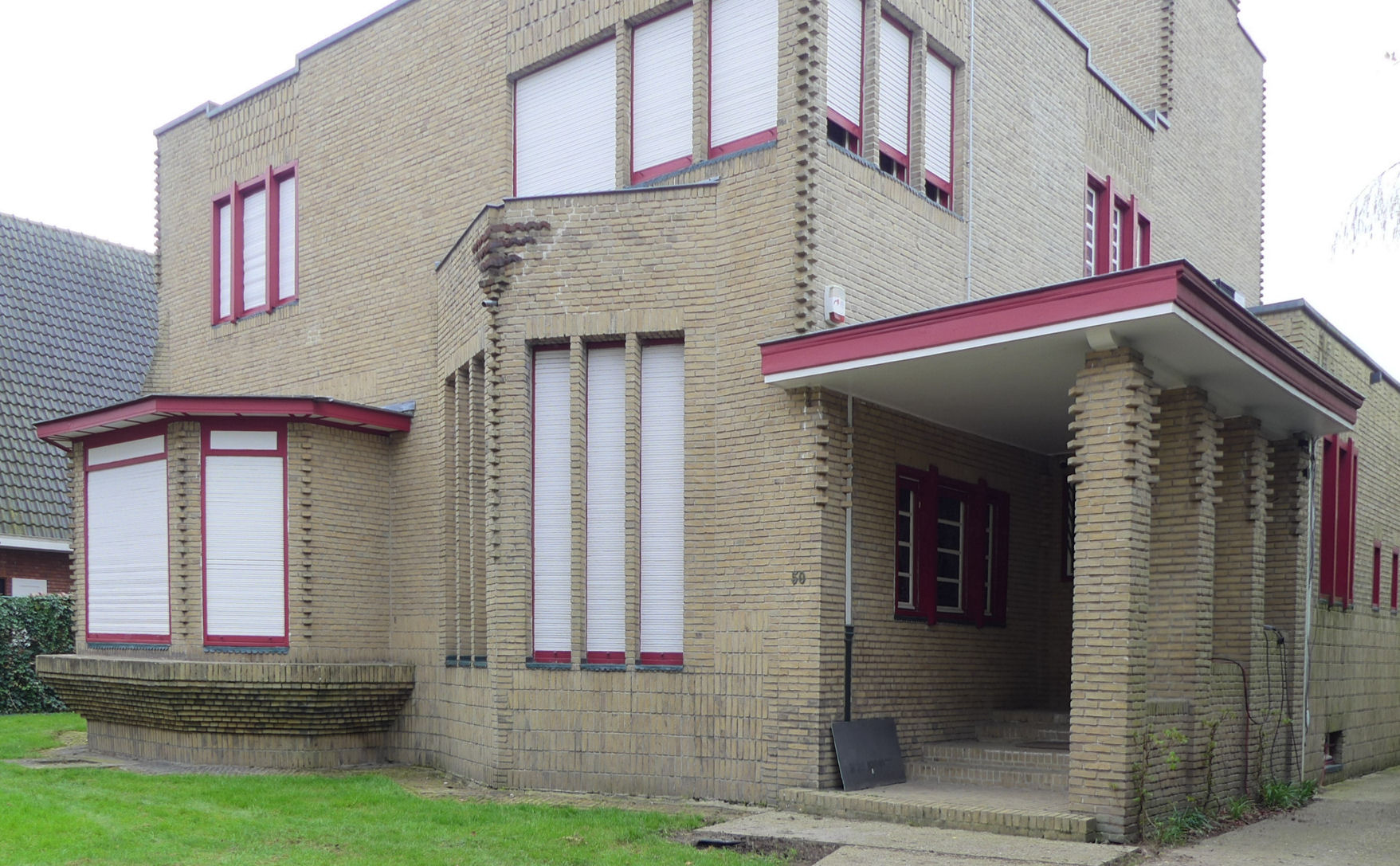
Villa Louis Verbreyt, Nijverheidsstraat

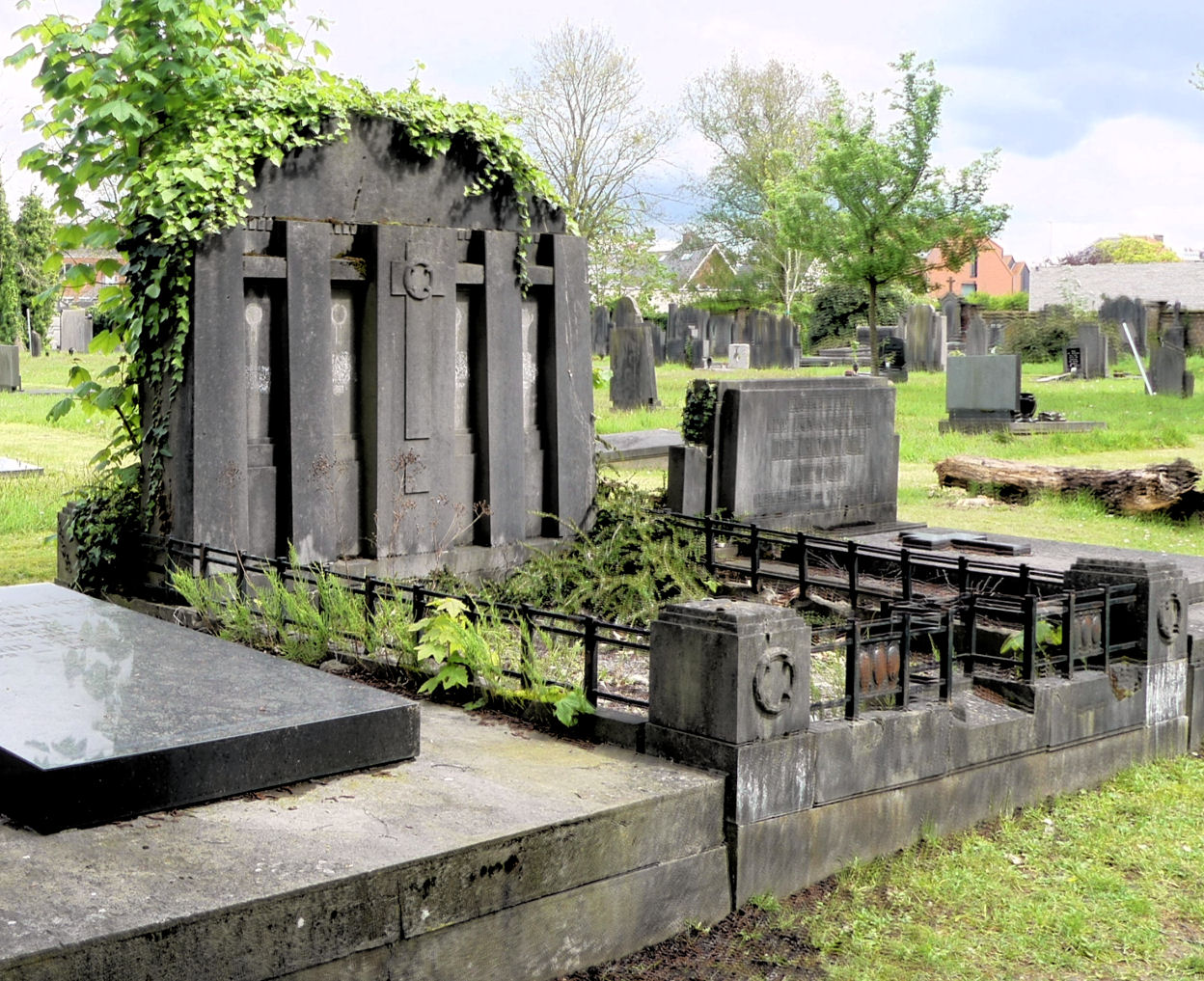
Graf van de familie Verbreyt, Tereken.

Verbreyt Gebroeders & C° was een Belgische textielfabriek, gelegen in de stad Sint-Niklaas, in de provincie Oost-Vlaanderen.
Het bedrijf werd in 1923 opgericht door de textielnijveraars Louis Verbreyt-Hutsebaut (1886-1940) en diens broer Leon Verbreyt-Vincent (1892-1975). De maatschappelijk zetel bevond zich in de Nijverheidsstraat, waar hun breigoedfabriek "Mercator" was gevestigd. Het bedrijf ging echter failliet, hetgeen een grote klap was voor de economie in Sint-Niklaas.

## Patrimonium
De familie Verbreyt investeerde haar privaat kapitaal in onroerend erfgoed en liet een waardevol art-deco patrimonium na in Sint-Niklaas. Zo bouwde de architect Jan-Albert De Bondt twee ruime villa's die thans bewaard zijn als beschermd erfgoed. Aan dit project werkte ook de gekende meubelfabrikant Kortrijkse Kunstwerkstede Gebroeders De Coene mee. Ook de gebouwen van de productie zijn door hem ontworpen in 1926, en won er een gouden medaille op wereldtentoonstelling van 1939 in New York. Het gebouw is sinds 2015 de maatschappelijke zetel van de Hulpverleningszone Waasland.
Het bewaarde familiegraf uit arduin, is een ontwerp van de art-deco architect Marc Neerman.